# Еліта
Елі́та (від лат. eligo — вибираю) — група осіб, яка займає провідне або керівне становище в будь-якій галузі людської діяльності: політичній, економічній, військовій, науковій, управлінській, культурній, інтелектуальній, спортивній тощо.

## Теорія еліт
Теорія еліт відстоює соціологічну концепцію, згідно з якою суспільство поділяється на вибрану меншість — активну керівну творчу верхівку з формальних і неформальних лідерів і пасивнішу масу. Розрізняють політичну, економічну, адміністративну, військову, духовну, технічну, бізнесову та ін. еліту. Виникнення елітарної верхівки пояснюється різними факторами — політичною владою (В. Парето, Р. Міхельс), технічним і технологічним розвитком (Дж. Берхнем), природною обдарованістю людей, які становлять еліту (С. Дарлінгтон, Й. Шумпетер).